# サルボ両備
サルボ両備株式会社（サルボりょうび）は、両備グループの一員で、高速道路のサービスエリア・パーキングエリアなどの事業や社員食堂を運営する会社である。
ちなみに、社名の「サルボ」はイタリア語で「安全」を意味し、食の安全安心を通して社会に奉仕するという意味で社名につけられた。

## 歴史
- 1961年3月20日 中国バスの関連会社として中国商事設立。
- 1971年4月17日 両備バス（現・両備ホールディングス）の関連会社として両備フーズ設立。
- 2006年12月22日 親会社中国バスの両備バスへの経営権譲渡に伴い、中国商事が両備グループの傘下に入る。
- 2008年4月1日 中国商事と両備フーズの2社と、両備ホールディングス直営の飲食事業部門（両備ガーデン、ひるぜん冷泉の里蒜山塩釜ロッジ）を統合、新会社サルボ両備を設立。
- 2022年8月1日 本社を広島県福山市三之丸町6-8から岡山県岡山市北区錦町6-1　両備ビル8階に移転した[2]。

## 事業所所在地

### 本社
- 本社
  - 岡山県岡山市北区錦町6-1　両備ビル8階

### 運営事業本部
- 山陽自動車道福山サービスエリア上り線（並行する一般道路からでもウェルカムゲート（7:00〜22:00）を介してSA施設のみ利用可能）
  - 広島県福山市津之郷町津之郷183-1
- 中国自動車道大佐サービスエリア上り線
  - 岡山県新見市大佐田治部3914
- 中国自動車道大佐サービスエリア下り線
  - 岡山県新見市大佐田治部3878-2
- 中国自動車道本郷パーキングエリア上り線
  - 広島県安芸高田市美土里町本郷5305
- 中国自動車道本郷パーキングエリア下り線
  - 広島県安芸高田市美土里町本郷3745
- 中国自動車道安佐サービスエリア上り線
  - 広島県広島市安佐北区安佐町鈴張3796-2
- 中国自動車道安佐サービスエリア下り線
  - 広島県広島市安佐北区安佐町鈴張3924
- 浜田自動車道寒曳山パーキングエリア上り線（2021年3月31日をもって閉店）
  - 広島県山県郡北広島町大朝310-2

## 関連会社
- 両備ホールディングス
- 岡山電気軌道
- 和歌山電鐵
- 東備バス
- 岡山交通
- 岡山タクシー
- 岡山三菱ふそう自動車販売
- 両備エネシス
- 津エアポートライン
- 国際フェリー
- 両備住宅
- 両備システムズ
- 中国バス